# 東日本大震災による被害を受けた公共土木施設の災害復旧事業等に係る工事の国等による代行に関する法律
東日本大震災による被害を受けた公共土木施設の災害復旧事業等に係る工事の国等による代行に関する法律（ひがしにほんだいしんさいによるひがいをうけたこうきょうどぼくしせつのさいがいふっきゅうじぎょうとうにかかるこうじのくにとうによるだいこうにかんするほうりつ、平成23年4月29日法律第33号）は、2011年（平成23年）3月11日に発生した東北地方太平洋沖地震による被害を受けた地方公共団体における公共土木施設の災害復旧事業に係る工事の実施体制その他の地域の実情に鑑み、国または県が被害を受けた地方公共団体に代わって公共土木施設の災害復旧事業およびこれに関連する事業に係る工事を施行するための措置に関する法律である。
法令番号は平成23年法律第33号、2011年（平成23年）4月29日に公布された。
この法律は東日本大震災を前提とした特例法だが、後にこの法律の経験を踏まえて大規模災害からの復興に関する法律（平成25年法律第55号）が制定された。